# Dinoryctes deguidei
Dinoryctes deguidei är en skalbaggsart som beskrevs av S. Endrödi 1958. Dinoryctes deguidei ingår i släktet Dinoryctes och familjen Dynastidae. Inga underarter finns listade i Catalogue of Life.